# Streptanthus maculatus

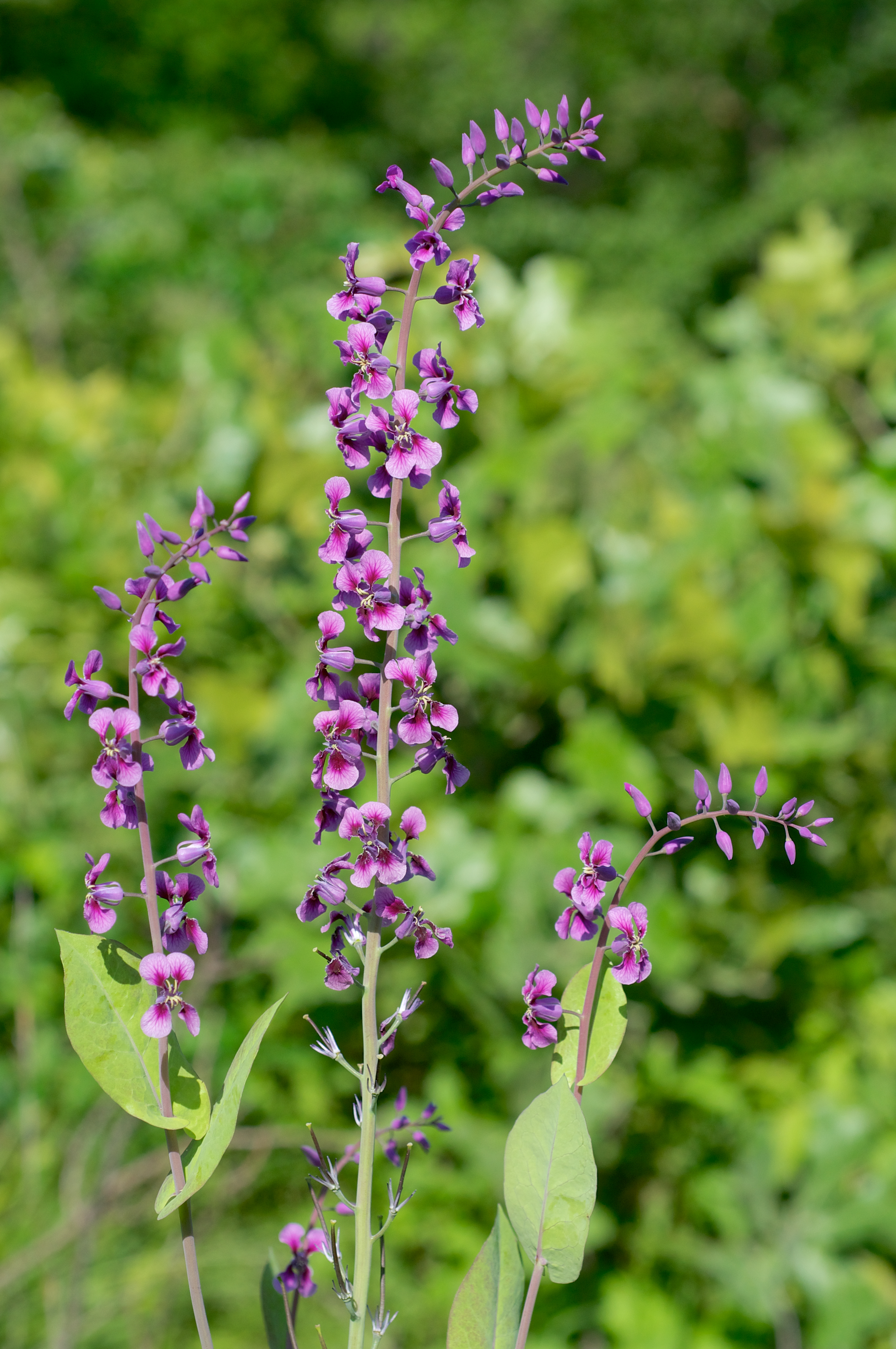

Streptanthus maculatus là một loài thực vật có hoa trong họ Cải. Loài này được Nutt. miêu tả khoa học đầu tiên năm 1825.